# Harestua Station (1901–2012)
 Ikke at forveksle med Harestua Station.
Harestua Station (Harestua stasjon) var en jernbanestation på Gjøvikbanen, der lå i byområdet Lunner i Oppland fylke i Norge.
Stationen blev oprettet som holdeplads 1. september 1901 under navnet Harestuen. 1. juli 1910 blev den opgraderet til station, og i april 1921 blev den nuværende stavemåde taget i brug. Stationen blev fjernstyret 29. september 1972 og gjort ubemandet 1. marts 1980. I 2010 blev mellemperronen opgraderet som et midlertidigt sikkerhedstiltag.
Stationen blev nedlagt 9. december 2012 og erstattet af den opgraderede Furumo Station. Mens ombygningen af sidstnævnte stod på, var der indsat busser mellem de to stationer. Et års tid efter, 15. december 2013, skiftede Furumo Station navn til Harestua Station. Den gamle station eksisterer stadig men nu som krydsningsspor under navnet Monsrud kryssingsspor.